# Теридиде
Теридиде (Theridiidae) је породица широко распрострањених паукова из подреда аранеоморфи која броји око 1300 врста. Врсте које живе у појасу умерене климе су ситни и живих боја. Живе у жбуњу и лишћу где преду паучинасте мреже неправилног и понешто неуредног облика обично близу тла. 
Овој породици припада једна од најотровнијих врста паукова, црна удовица или малмијат (Latrodectus mactans). Народни назив је добила по томе што мужјаци угину после парења и женка их поједе. Мреже плету близу тла у лишћу, жбуњу, трави или житу као и на запуштеним местима (гаражама, возилима, складиштима и др.) и на њој виси окренута леђима надоле. Отровне су и уједају само женке дужине до 1,5 cm које су истовремено и крупније од мужјака. Препознају се по црном, лоптастом трбуху (опистозоми) са јарко црвеним пегама (видети слику горе десно). Тело је покривено кратким или дужим црним длакама. Црна удовица насељава жарки појас као и подручје око Средоземног мора па га има и у нама блиским крајевима попут Црне Горе и Македоније. Храни се разним врстама инсеката од којих неки могу бити преносиоци различитих обољења (нпр. комарци)па тиме овај паук спречава ширење тих болести. Уједно одржавају и еколошку равнотежу спречавајући прекомерно умножавање тих инсеката.
Ујед црне удовице може бити смртоносан за човека, нарочито за децу, ако на време не прими предузме одговарајуће лечење које је најделотворније примањем серума. Иако најефикаснији серум носи доста опасности попут серумске болести или анафилактичког шока. Отров припада групи неуротоксина. На месту уједа на кожи уочавају се трагови убода хелицерама у виду две тачке црвене боје. Поред тога присутни су и други пропратни симптоми и знаци:
- јак бол који се постепено шири и за два сата захвата читаво тело;
- уједенога облива хладан зној;
- дисање је неправилно: плитко и убрзано;
- повраћање;
- лице повређене особе може добити карактеристичан изглед (Latrodectus facies) грча лица са натеченим обрвама и појачаним лучењем суза
- акутна психоза код посебно осетљивих особа.

### Врсте родалатродектус

#### Врсте Северне Америке и Канаде
- црвена удовица (Latrodectus bishopi), на Флориди
- црна удовица (Latrodectus hesperus), у западној Америци и Израелу
- црна удовица (Latrodectus variolus), у Канади

#### Врсте централне и јужне Америке
- Latrodectus antheratus, Парагвај, Argentina
- Latrodectus apicalis, Галапагоска острва
- Latrodectus corallinus, Argentina
- Latrodectus curacaviensis, Мали Антили, Јужна Америка
- Latrodectus diaguita, Argentina
- Latrodectus mirabilis, Argentina
- Latrodectus quartus, Argentina
- Latrodectus variegatus, Чиле, Argentina

#### Европске, средњоисточне и врсте северне Африке и западне Азије
- Latrodectus dahli, Средњи исток и централна Азија
- Latrodectus hystrix, Јемен, Socotra
- Latrodectus lilianae, Шпанија
- бела удовицаLatrodectus pallidus, северна Африка, Средњи исток, Русија,
- Latrodectus revivensis, Израел.
- Latrodectus tredecimguttatus, Медитеран, централна Азија, Казахстан

#### Мадагаскарске и врсте подсахарске Африке
- Latrodectus cinctus,
- Latrodectus indistinctus,
- Latrodectus karooensis,
- Latrodectus menavodi,
- Latrodectus obscurior,
- Latrodectus renivulvatus,
- Latrodectus rhodesiensis

#### Врсте Јужне, Источне и Југоисточне Азије
- Latrodectus elegans, Кина, Myanmar, Japan
- Latrodectus erythromelas, Шри Ланка

### Врсте у Аустралији и Океанији
- Latrodectus atritus,
- Latrodectus hasselti,
- Latrodectus katipo.

## Видети
- Теридиде - списак врста: од А до Г
- Теридиде - списак врста: од А до Г (наставак)
- Теридиде - списак врста: од Х до Н
- Теридиде - списак врста од П до Р
- Теридиде - списак врста на С
- Теридиде - списак врста од Т до З